# ایان جانسون (بازیکن فوتبال ، زاده ۱۹۷۵)
ایان جانسون (انگلیسی: Ian Johnson؛ زادهٔ ۱ سپتامبر ۱۹۷۵) بازیکن فوتبال اهل بریتانیا است.
از باشگاه‌هایی که در آن بازی کرده‌است می‌توان به باشگاه فوتبال برادفورد سیتی، باشگاه فوتبال بلیث اسپارتانس، باشگاه فوتبال میدلزبرو، و باشگاه فوتبال اشینگتون اشاره کرد.